# Dwars door België 1972
La Dwars door België 1972, ventisettesima edizione della corsa, si svolse il 26 agosto su un percorso di 193 km, con partenza ed arrivo a Waregem. Fu vinta dal belga Marc Demeyer della squadra Beaulieu-Flandria davanti ai connazionali Noël Vantyghem e Eddy Verstraeten.

## Ordine d'arrivo (Top 10)
| Pos. | Corridore           | Squadra            | Tempo    |
| ---- | ------------------- | ------------------ | -------- |
| 1    | Marc Demeyer        | Beaulieu-Flandria  | 4h52'00" |
| 2    | Noël Vantyghem      | Novy-Dubble Bubble | s.t.     |
| 3    | Eddy Verstraeten    | Watney-Avia        | s.t.     |
| 4    | Daniel Verplancke   | Beaulieu-Flandria  | s.t.     |
| 5    | Rony Christiaens    | Novy-Dubble Bubble | s.t.     |
| 6    | Willy Van Neste     | Beaulieu-Flandria  | s.t.     |
| 7    | Romain Maes         | Hertekamp          | s.t.     |
| 8    | Ronny Van De Vijver | Goldor-Ijsboerke   | s.t.     |
| 9    | Paul Aerts          | Watney-Avia        | s.t.     |
| 10   | Marcel Maes         | Hertekamp          | s.t.     |